# Leiser Handelsgesellschaft

Logo 2009

Leiser ist ein in Augsburg, Bayern, ansässiges deutsches Schuh-Einzelhandelsunternehmen mit ca. 65 Filialen, das 1891 in Berlin seinen Ursprung fand, wo es große Bedeutung hatte. Nach dem Zweiten Weltkrieg wurde die Firma vom bayerisch-schwäbischen Augsburg aus geleitet, wo es Teil der Bahner-Gruppe war. Nach Insolvenz wurde die Bahner-Gruppe 2012 von der im rheinland-pfälzischen Hauenstein ansässigen Josef Seibel Schuhfabrik GmbH, einem Schuhproduzenten, übernommen.

## Geschichte

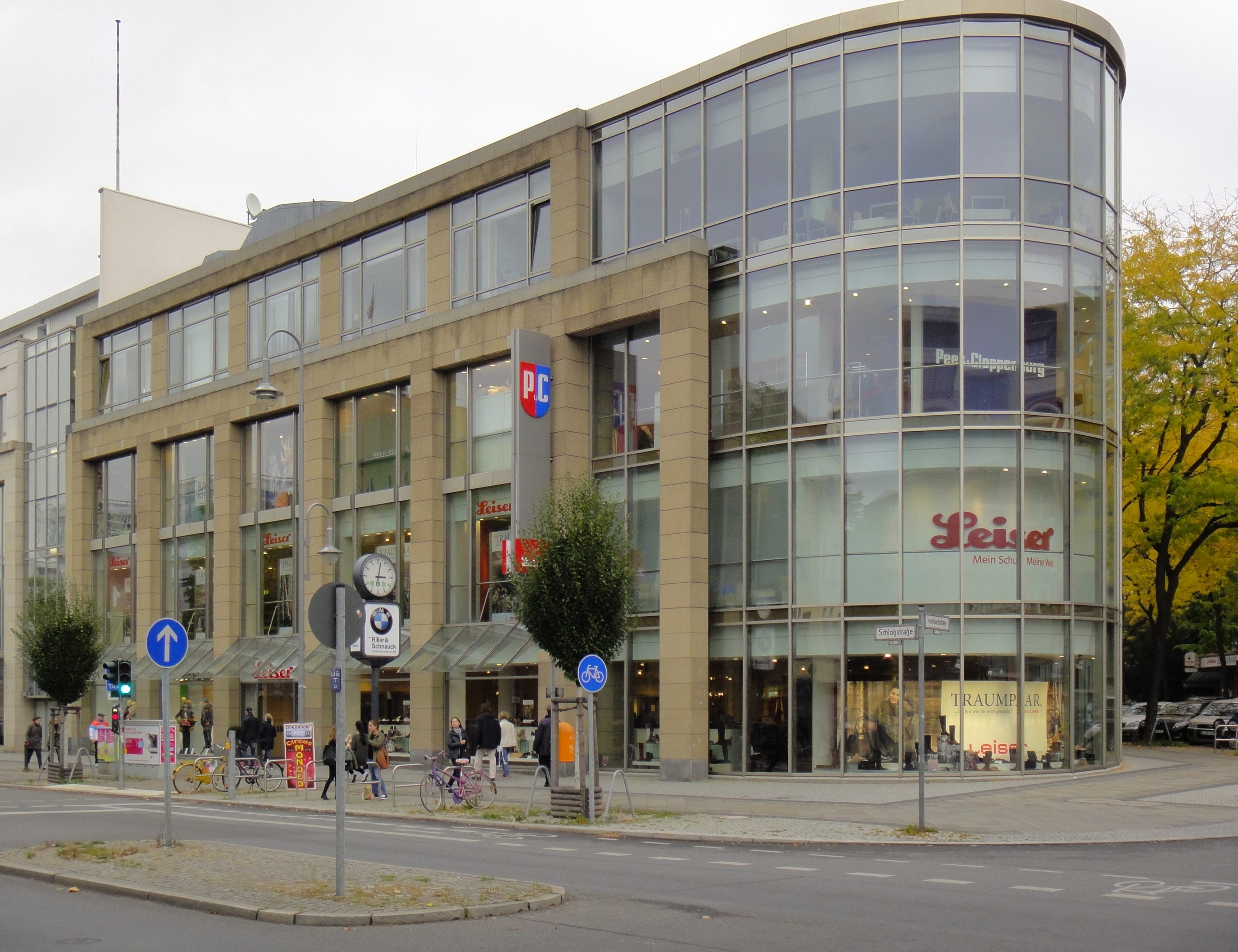
Leiser-Filiale in Berlin-Steglitz (2013)

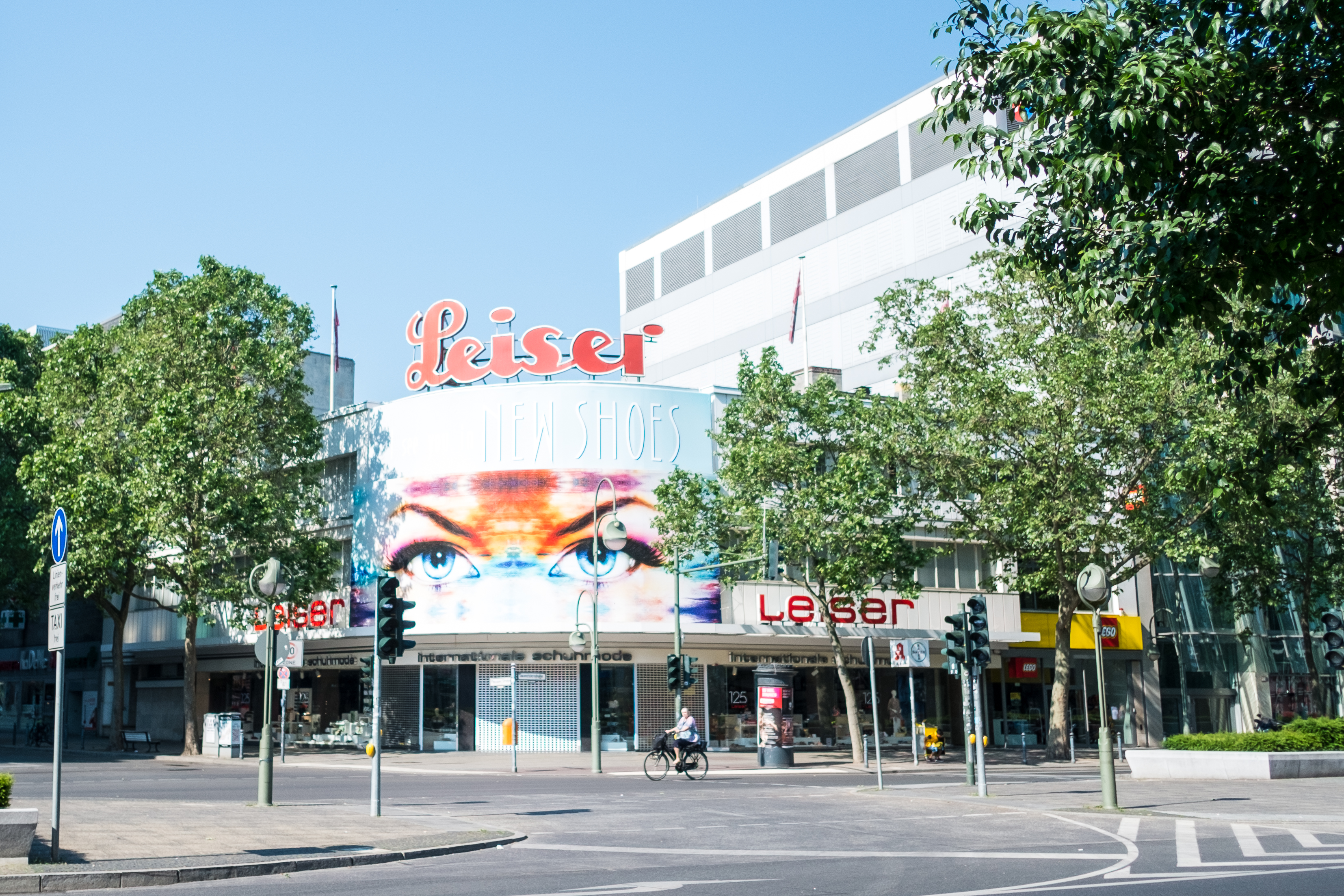
Leiser-Filiale an der Tauentzienstraße in Berlin (2016)

Im Jahr 1891 eröffneten Julius Klausner (1874–1950) und sein Onkel, der Eierhändler Hermann Leiser in der Oranienstraße 34 im Berliner Bezirk Kreuzberg ein Schuhgeschäft. Bald wurden Filialen eröffnet. 1906 eröffnete das als Leiser firmierende Unternehmen an der Tauentzienstraße 20 neben dem späteren KaDeWe das seinerzeit größte Schuhgeschäft Berlins, welches dann 116 Jahre später aus Rentabilitätsgründen aufgegeben wurde. 1925 folgte eine eigene Produktionsstätte für Schuhe, die Anfang der 1930er Jahre 600 Mitarbeiter beschäftigte und Damenschuhe unter der Marke „Wertsiegel“ produzierte. In jener Zeit war Leiser auch der größte Schuhhändler in Berlin mit 23 Filialen und hatte 1934 etwa 25 % Marktanteil.
Am 1. April 1933 wurde Leiser-Filialen von den sogenannten Judenboykotten in Mitleidenschaft gezogen. 1935/37 verkaufte Julius Klausner 75 % seiner Anteile an die Familie Bahner, Eigentümer des sächsischen Strumpfherstellers Elbeo, um der Enteignung („Arisierung jüdischen Besitzes“) zu entgehen. Wenige Monate später kam er seiner Verhaftung durch Flucht nach Buenos Aires zuvor. Dietrich Bahner, Sohn des Elbeo-Eigentümers, der im Alter von 22 Jahren die Geschäftsführung übernahm, arbeitete bereits seit 1933 bei Leiser. Er überwies noch bis 1941 Gewinnanteile nach Argentinien. Nur drei Filialen, darunter die beiden Gründungsfilialen, wurden vom Krieg verschont.
Nach Ende des Nationalsozialismus erhielt Klausner 50 % seiner Anteile zurück. Die andere Hälfte verblieb bei Dietrich Bahner, der sich in Augsburg niederließ und dort die Schuhfabrik August Wessels GmbH übernahm. Er finanzierte den Kauf durch die Auflösung zweier Ausweichlager der Firma, die im amerikanisch besetzten Sachsen mit 250.000 Paar Schuhen unzerstört geblieben waren, mit der er zwei Millionen Reichsmark erlöste. Auch Leiser wurde von Augsburg aus verwaltet, in späteren Jahren vom nahegelegenen Aystetten aus.
Bahner gründete bald die Favorit-Schuhgroßhandelsgesellschaft und die Leiser-Werke Augsburg und übernahm 1952 die Dorndorf Schuhfabrik in Zweibrücken. Im Jahr 1960 erwarb er die HAKO Schuh AG, und 1970 die restlichen Anteile an Leiser von den Nachfahren Klausners, der 1950 verstorben war. Im selben Jahr wurde Bahner, zu dessen Engagements neben seinem Schuhimperium nun auch Textilien, eine chemische Reinigung und eine Bank gehörten, ein „Umsatz von mehreren 100 Millionen Mark“ attestiert. Zwischen 1962 und 1984 übernahm Leiser in Berlin, wo 1961 eine Zentrale in Neukölln errichtet worden war, den Kunden vertraute Schuhhandelshäuser wie Schuh-Neumann mit 15 Filialen, Carl Stiller mit 24 und Wielant-Schuhe mit 19 Filialen. Eigentümer Dietrich Bahner engagierte sich zudem in der FDP und war Ende der 1960er Jahre deren bayerischer Landesvorsitzender. In den 1970er Jahren hatte er Funktionen bei diversen rechtsliberalen Splitterparteien inne.
Nach der Wende expandierte das Geschäft in die neuen Bundesländer, die erste Ost-Berliner Filiale am Alexanderplatz eröffnete noch vor der Wiedervereinigung. Auch in Prag wurden Filialen eröffnet.
Nach dem Tod Dietrich Bahners kam sein Sohn Christian zu dessen Bruder Thomas, der die Firmen bereits seit vielen Jahren führte, in die Firma. Nach dem Unfalltod Christian Bahners 1992 stieg dessen Frau Susanne, die Ende 2010 die Staatsmedaille für besondere Verdienste um die bayerische Wirtschaft erhielt, ins Unternehmen ein und führte es nach dem Ausstieg von Schwager Thomas Bahner Anfang 1997 alleine bis zur Insolvenz 2012. Auch deren Kinder Kevin Bahner, der heute in Irsingen nahe Augsburg den An- und Verkauf von Old- und Youngtimern betreibt, und J. Elin Bahner-Heyne waren in die Firma eingebunden.
Nachdem die Firma in finanzielle Schwierigkeiten geraten war, stieg im Juli 2010 der Schuhhersteller Josef Seibel mit Sitz in Hauenstein in Rheinland-Pfalz mit 49 % bei Leiser ein. Seibel unterhielt zu dem Zeitpunkt neben der Herstellung selbst etwa 30 Einzelhandelsgeschäfte. Am 23. März 2012 stellten die Geschäftsführungen der Leiser Fabrikations- und Handelsgesellschaft GmbH & Co. KG, der Schuhhof GmbH und der Leiser Handelsgesellschaft mbH – also die Bahner-Gruppe – Anträge auf Einleitung von Insolvenzplanverfahren sowie auf Eigenverwaltung, um das Unternehmen zu restrukturieren. Dabei wurde erstmals in der Handelsbranche das erst am 1. März 2012 in Kraft getretene Gesetz zur weiteren Erleichterung der Sanierung von Unternehmen angewandt.
Im August 2012 übernahm die Seibel-Gruppe alle Anteile der Bahner-Gruppe, die zuletzt einen Umsatz von 190 Millionen Euro verbuchen konnte.
Nach einem 450 Arbeitnehmer umfassenden Personalabbau sollte Leiser nach dem Insolvenzverfahren nur noch 1000 Mitarbeiter beschäftigen. Zunächst wurden 30 der 170 Filialen des Unternehmens geschlossen.
2013 unterhielt Leiser neben 20 Filialen in Berlin 24 in den alten und 16 in den neuen Bundesländern sowie zwei in Prag. Bis zu seiner zweiten drohenden Zahlungsunfähigkeit im Jahre 2017 verkauft Leiser sein Sortiment auch online.
Das Sortiment umfasst „hochwertige Schuhe für die ganze Familie“. Accessoires wie Taschen, Gürtel, Strumpfwaren sowie Furnituren und Sohlen runden das Angebot ab. Das Unternehmen betreibt aktuell eine Mehr-Marken-Strategie. Marken sind beispielsweise Bunte, Elsner Schuh, Hako, Haslbeck, Kleinhans, Köchling, Lanz, Holzäpfel, Pöhlmann, Putschky, Schreiber by Leiser, Stiller, Tewes, Tizian, Schuh Klein und Schuhhaus Hoffmann. Zwei Mal im Jahr wird eine neue Hauptkollektion angeboten, Zwischenkollektionen mehrmals jährlich.
Im Jahr 2017 bestand bei Leiser, nach 2012, die erneute Zahlungsunfähigkeit, aufgrund deren das Unternehmen ein Schutzschirmverfahren beantragte, infolge dessen Nichterfüllung nunmehr das Insolvenzverfahren eröffnet wurde.

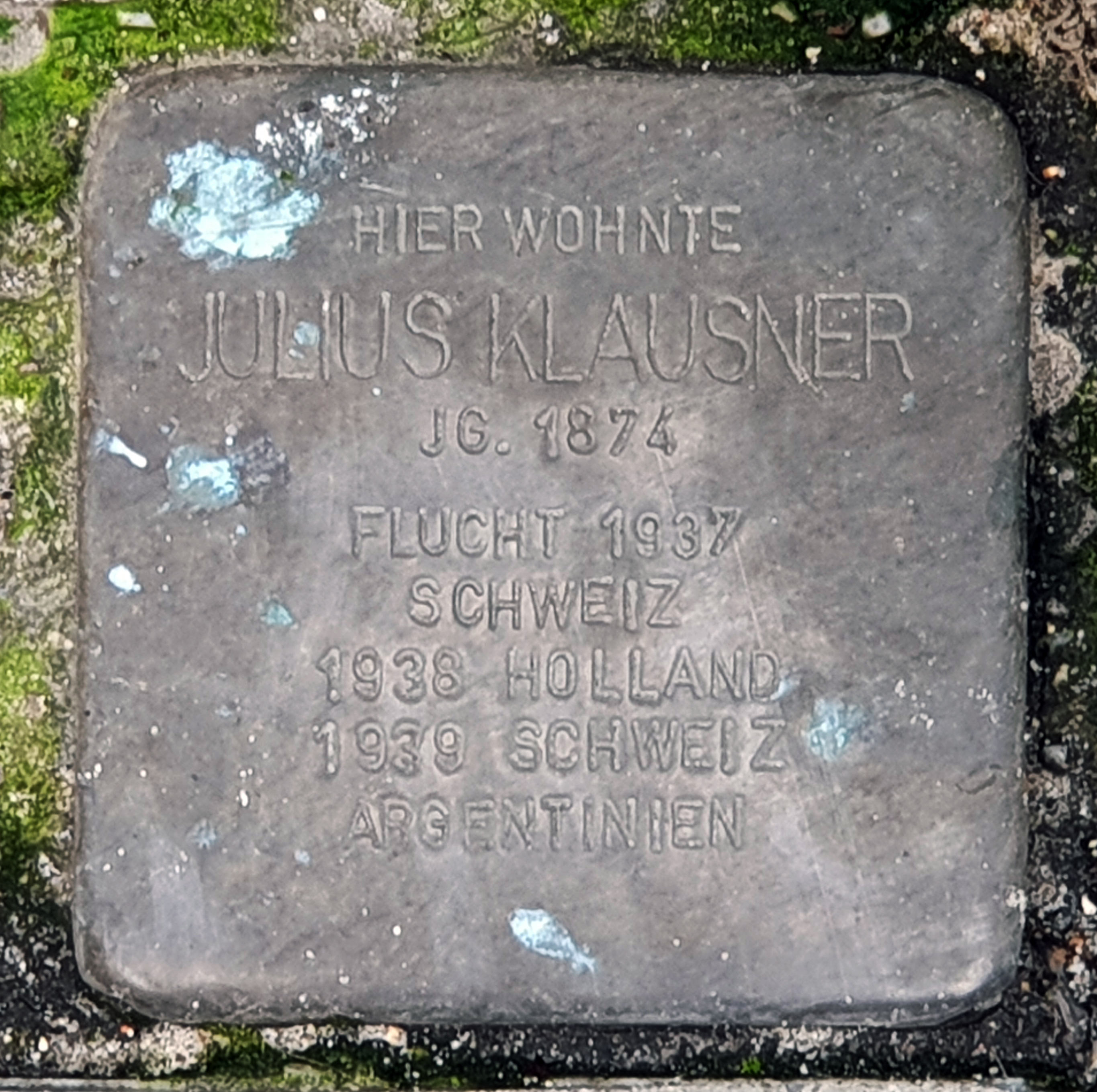
Stolperstein für Julius Klausner in Berlin-Charlottenburg

Am 15. April 2018 wurden vor ihrer ehemaligen Wohnung in der Fasanenstraße 83 (Berlin-Charlottenburg) Stolpersteine für Dora und Julius Klausner verlegt.